# Jim Redman

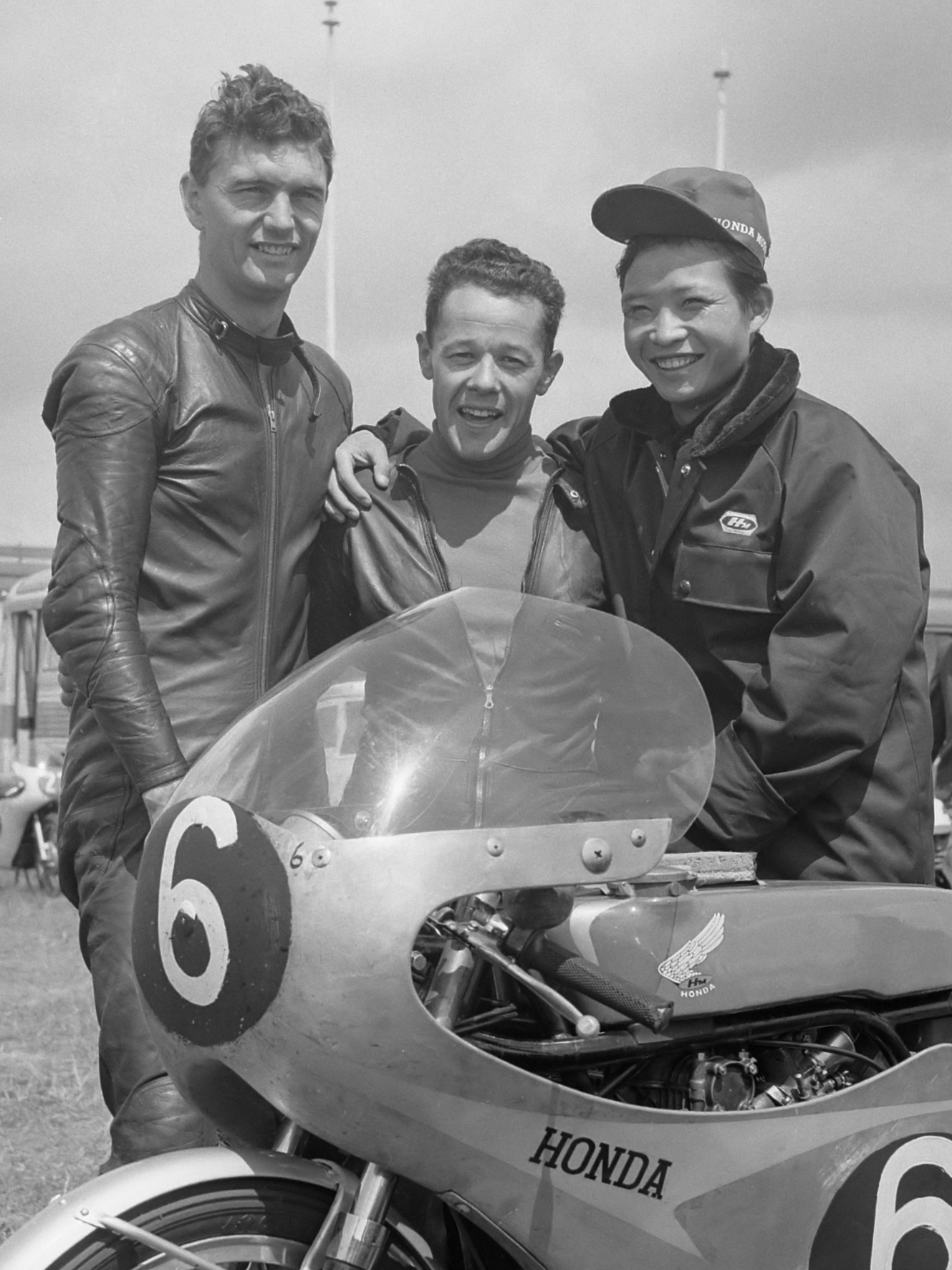
Jim Redman (l.) zusammen Luigi Taveri (M.) und Kunimitsu Takahashi (r.) bei der Dutch TT in Assen 1963.

James Albert „Jim“ Redman, MBE, (* 8. November 1931 in Hampstead, England) ist ein ehemaliger rhodesischer Motorradrennfahrer und sechsfacher Weltmeister in der Motorrad-Weltmeisterschaft.

## Leben

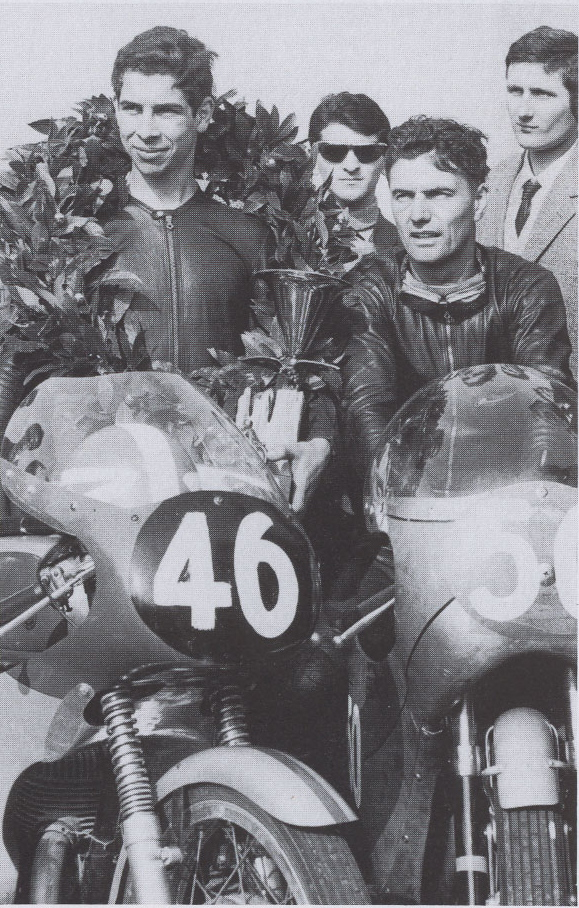
Redman (3. von l.) zusammen mit Ramón Torras (l.) 1963 in Modena.

In seiner Jugend wanderte Redman in die britische Kolonie Rhodesien (heute Simbabwe) aus, um dort in der südafrikanischen Meisterschaft erstmals zu fahren.
Redmans internationale Karriere begann in der Grand-Prix-Saison 1959, jedoch recht erfolglos. Er hatte sich vorgenommen, sich aus der Grand-Prix-Szene zurückzuziehen, sollte das Jahr 1960 ebenfalls ohne Erfolg verlaufen.
Die Tatsache, dass zu Beginn der Saison 1960 die damals noch jungen Honda-Werksfahrer verletzungsbedingt ausgefallen waren, verschaffte Redman Trainingsfahrten bei Honda. Auf Anhieb konnte er dabei die Bestzeiten der Stammfahrer unterbieten. Und so trat Redman 1960 in den Klassen bis 250 und bis 350 cm³ für Honda an. Die 500-cm³-Klasse bestritt er auf einer Norton. Er beendete die Weltmeisterschaft als Siebter (bei nur vier Starts) in der 250-cm³-, als Vierter in der 350-cm³- und als Neunter in der 500-cm³-Klasse.
In der Saison 1961 beschränkte sich „Gentleman Jim“, wie er in der Szene genannt wurde, auf zwei Klassen, die 125er-Klasse, wo er in der Gesamtwertung Vierter wurde, und der 250er-Klasse, die er als Gesamt-Dritter abschloss.
Im Jahr 1962 startete Redman wieder in drei Weltmeisterschafts-Klassen, nämlich in der 125-cm³-, der 250-cm³- und der 350-cm³-Klasse und errang in den Klassen bis 250 und bis 350 cm³ die Weltmeisterschaft; in der 125-cm³-Klasse verfehlte er den Titel nur knapp und beendete die Saison als Vizeweltmeister. Noch heute wird darüber diskutiert, ob die Erfolge der Kombination Honda/Redman auch möglich gewesen wären, wenn sich die italienische Marke MV Agusta, die den Motorradrennsport in den Vorjahren dominiert hatte, nicht zu Beginn der Saison 1961 aus den so genannten „kleinen Klassen“ (bis 350 cm³) zurückgezogen hätte; letztendlich ist diese Frage jedoch spekulativ.
Das Jahr 1963 verlief ähnlich erfolgreich. Der zum Teamkapitän der Honda-Werksmannschaft avancierte Redman wurde erneut in den Klassen bis 250 und bis 350 cm³ Weltmeister und Dritter in der 125er-Klasse. In der Saison 1964 reichte es nicht zur Doppelweltmeisterschaft, aber neben dem Titel in der 350-cm³-Klasse errang Redman in den Klassen bis 125 und bis 250 cm³ die Vizeweltmeisterschaft. Im Jahre 1965 startete Jim Redman nur noch in zwei Klassen und errang bei den 350ern seinen insgesamt sechsten Weltmeistertitel und Rang drei in der 250-cm³-Klasse.
Seine letzte komplette Weltmeisterschaftssaison 1966 beendete er in der 250-cm³-Klasse als Gesamtdritter und in der 500-cm³-Klasse als Fünfter der Gesamtwertung. Jim Redman gab den Motorradrennsport nach einem Armbruch auf Grund eines Unfalls beim Grand Prix von Belgien 1967 auf.
Neben seinen Rennsiegen und Titeln in der Motorradweltmeisterschaft rundete Redman seine Erfolgsbilanz mit Siegen bei den Rennen in der 250-cm³- und der 350-cm³-Klasse der Tourist Trophy auf der Isle of Man in den Jahren 1963, 1964 und 1965.
Redman blieb während seiner gesamten Rennkarriere, bis auf die Starts in den Jahren 1959 und 1960 in der 350-cm³-Klasse bzw. 500-cm³-Klasse auf Norton, der japanischen Marke Honda immer treu.
Und noch heute (Stand 2014) ist Jim Redman, dessen Markenzeichen sein schnörkelloser und sauberer, dadurch unspektakulär wirkender Fahrstil war, und der während seiner aktiven Zeit nie unnötige Risiken eingegangen ist, gelegentlich bei Veteranenrennen zu sehen.

## Statistik
Erfolge
- 350-cm³-Weltmeister auf Honda: 1962, 1963, 1964, 1965
- 250-cm³-Weltmeister auf Honda: 1962, 1963
- Südafrikanischer 350-cm³-Meister: 1957, 1960[1]
- Südafrikanischer 250-cm³-Meister: 1962[1]
- 45 Grand-Prix-Siege

Isle-of-Man-TT-Siege
| Jahr | Klasse                | Maschine | Durchschnittsgeschwindigkeit |
| ---- | --------------------- | -------- | ---------------------------- |
| 1963 | Lightweight (250 cm³) | Honda    | 94,85 mph (152,65 km/h)      |
| 1963 | Junior (350 cm³)      | Honda    | 94,91 mph (152,74 km/h)      |
| 1964 | Lightweight (250 cm³) | Honda    | 97,45 mph (156,83 km/h)      |
| 1964 | Junior (350 cm³)      | Honda    | 98,51 mph (158,54 km/h)      |
| 1965 | Lightweight (250 cm³) | Honda    | 97,19 mph (156,41 km/h)      |
| 1965 | Junior (350 cm³)      | Honda    | 100,72 mph (162,09 km/h)     |

In der Motorrad-Weltmeisterschaft
| Saison | Klasse  | Motorrad | Rennen | Siege | Podien | Punkte | Ergebnis    |
| ------ | ------- | -------- | ------ | ----- | ------ | ------ | ----------- |
| 1959   | 350 cm³ | Norton   | 1      | –     | –      | 2      | 15.         |
| 1959   | 500 cm³ | Norton   | 1      | –     | –      | 2      | 14.         |
| 1960   | 125 cm³ | Honda    | 3      | –     | –      | 6      | 7.          |
| 1960   | 250 cm³ | Honda    | 4      | –     | 2      | 10     | 4.          |
| 1960   | 500 cm³ | Norton   | 3      | –     | –      | 5      | 9.          |
| 1961   | 125 cm³ | Honda    | 11     | –     | 6      | 28     | 4.          |
| 1961   | 250 cm³ | Honda    | 11     | 2     | 8      | 36     | 3.          |
| 1962   | 125 cm³ | Honda    | 10     | 1     | 7      | 38     | 2.          |
| 1962   | 250 cm³ | Honda    | 9      | 6     | 9      | 48     | Weltmeister |
| 1962   | 350 cm³ | Honda    | 5      | 4     | 5      | 32     | Weltmeister |
| 1963   | 125 cm³ | Honda    | 10     | 1     | 5      | 35     | 3.          |
| 1963   | 250 cm³ | Honda    | 9      | 4     | 9      | 44     | Weltmeister |
| 1963   | 350 cm³ | Honda    | 7      | 5     | 7      | 32     | Weltmeister |
| 1964   | 125 cm³ | Honda    | 9      | 2     | 6      | 36     | 2.          |
| 1964   | 250 cm³ | Honda    | 10     | 3     | 9      | 42     | 2.          |
| 1964   | 350 cm³ | Honda    | 8      | 8     | 8      | 40     | Weltmeister |
| 1965   | 125 cm³ | Honda    | 1      | –     | –      | –      | –           |
| 1965   | 250 cm³ | Honda    | 6      | 3     | 5      | 34     | 3.          |
| 1965   | 350 cm³ | Honda    | 7      | 4     | 5      | 38     | Weltmeister |
| 1966   | 250 cm³ | Honda    | 5      | –     | 4      | 20     | 3.          |
| 1966   | 350 cm³ | Honda    | 1      | –     | 1      | 4      | 15.         |
| 1966   | 500 cm³ | Honda    | 3      | 2     | 2      | 16     | 5.          |
| Gesamt | Gesamt  | Gesamt   | 135    | 45    | 98     | 548    | 6 WM-Titel  |

Ehrungen
- Aufnahme in die MotoGP Hall of Fame